# Rinchen Gyaltsen (2e keizerlijk leermeester)
Rinchen Gyaltsen (1238-1279) was een Tibetaans geestelijke. Hij was de achtste sakya trizin van 1267 tot 1275, ofwel geestelijk leider van de sakyatraditie in het Tibetaans boeddhisme.
Hij was de tweede keizerlijk leermeester (dishi) van 1267 tot 1275 voor Yuankeizer Koeblai Khan. Deze titel werd voor het eerst werd toegekend aan zijn halfbroer Phagspa door Koeblai Khan.